# Mala Milešina
Mala Milešina – wieś w Chorwacji, w żupanii splicko-dalmatyńskiej, w gminie Muć. W 2011 roku liczyła 21 mieszkańców.